# Lliurea

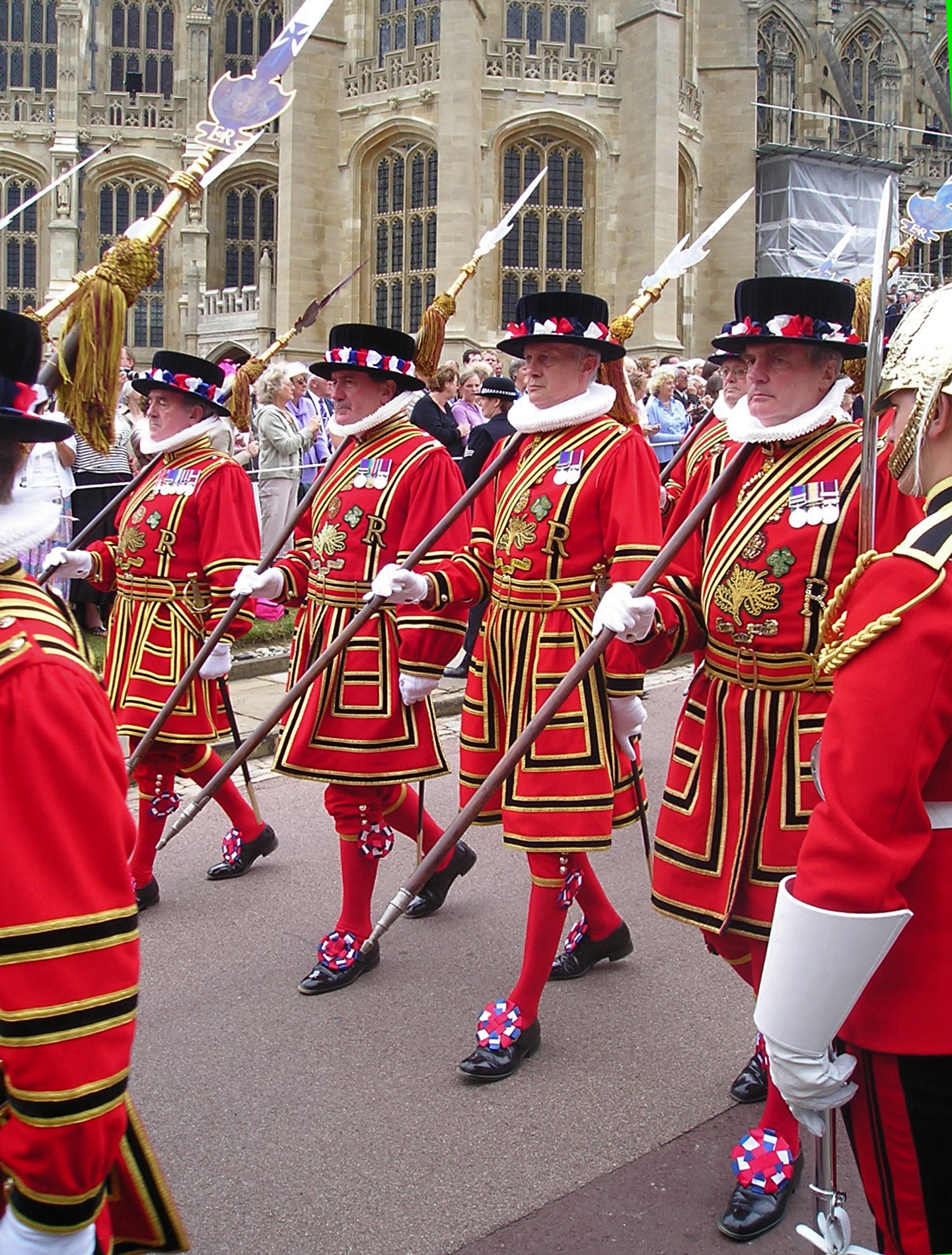
Alabarders de la Guàrdia vestint els colors de la Reial lliurea escarlata a la capella de Sant Jordi, castell de Windsor per al servei anual de l'Orde de la lliga ee 2006.

Lliurea és el vestit amb colors i adorns distintius que els nobles feien portar als seus criats.

## Etimologia
Segons Aubin Louis Millin de Grandmaison, antigament els reis i prínceps solien fer alguns regals en certs dies de l'any, com per Pasqua i Nadal als seus criats o patges i altres persones reunides, segons els seus rangs i preferència que consistien principalment en alguna joia, distintiu de favor, regalies, lligues, faixes, bandoleres, etc en el vestit com a senyal i fins i tot robes i vestits o teixit per vestir als quals se'ls donava el nom de lliurea, del verb lliurar o lliurar, veu que es va conservar per indicar, per tant, vestits que els prínceps, senyors i alguna altres persones, donaven a les seves famílies i criats, normalment, uniformes i amb distincions.
Uns altres donen diferent origen a la lliurea i atribueixen la seva invenció a l'ús establert en els tornejos, on cada partit es presentava adornat amb colors diferents (s'ha cregut així mateix que això va donar la idea dels uniformes militars).
Per tant, vestit uniforme que treien les quadrilles de cavallers en els festejos públics.

## Cites històriques
...mandó que las libreas de los lacayos, lacayuelos, laques ó volantes, cocheros y mozos de silla, no se puedan traer de ningún género que no sea paño (Pragmática de trajes de 1723)
A Saragossa, l'any 1761, en la impremta del Rei, Carlos III (1716-1788), es va imprimir una Pragmàtica que es titula així: Pragmàtica que la seva Majestat ha manat promulgar revalidant les anteriors, en què es prohibeix l'ús d'armes blanques.....i que els cocheros, lacayos i qualsevol criat de librea, no poden portar a la cinta espasa, sabre ni una altra arma blanca sota les penes que en elles s'imposen (dret i legislació d'armes a Espanya, segle xviii).
Seguien els reis i els grans gran nombre de ballesteros i halconeros, amb munions de gossos i neblies; aquells adornats amb galanes libreas, i aquests amb rics collarets i capirotes (Gaspar Melchor de Jovellanos)
Els de Granada van sortir
Tots en gran camarada
Galants á meravella
Amb libreas encarnades, etc.

### Bibliogràfiques
- Diccionari històric enciclopèdic, autor J.Bastús, Barcelona, Impr. Roca, 1828-1833, 4 toms més un tom de suplement
- Diccionari Enciclopèdic Hispà-Americà, Barcelona, Montaner i Simon editors, 1887-1910, 29 volums.